# Biserica de lemn din Petea

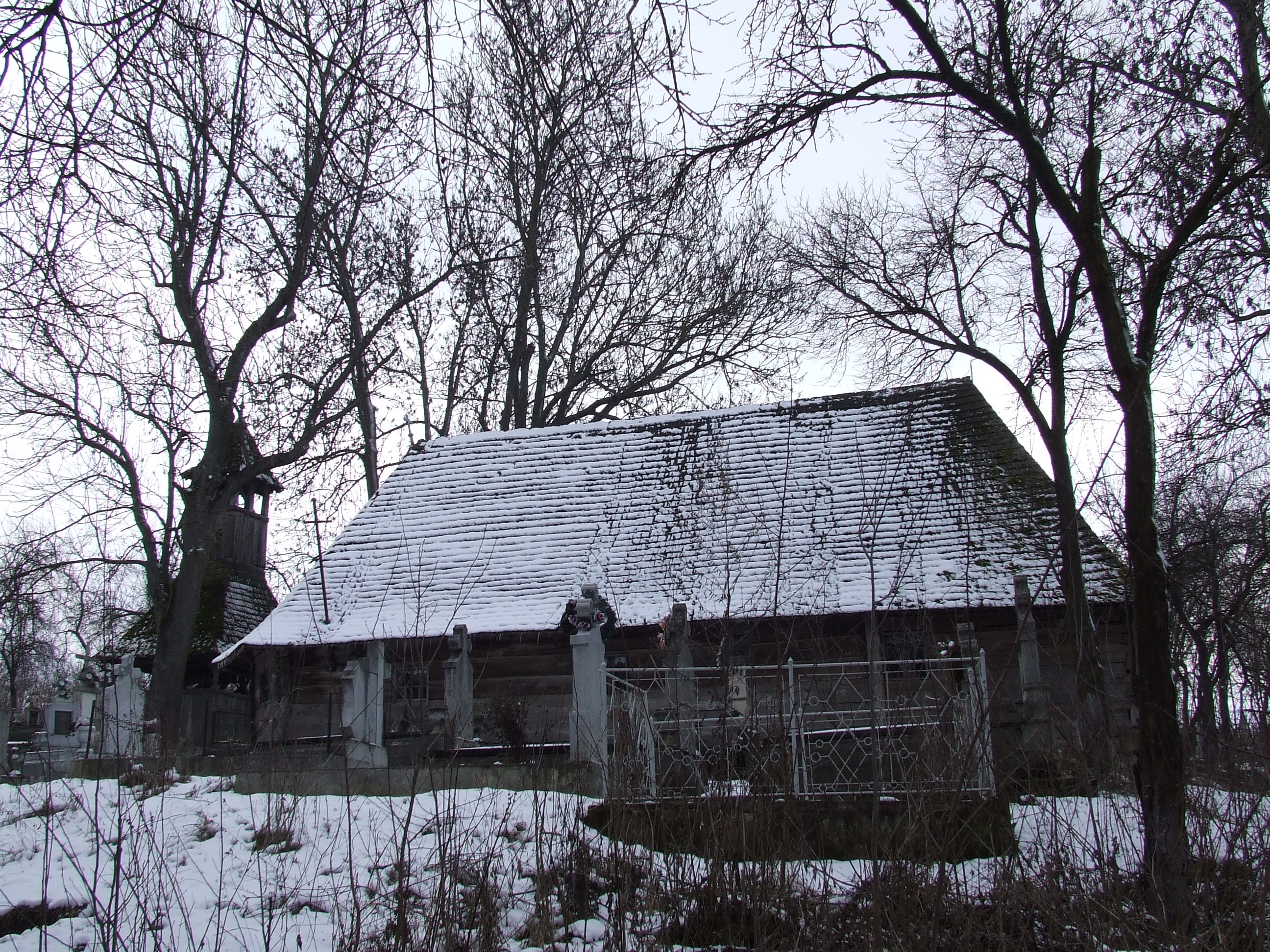
Biserica de lemn din Petea. Foto: martie 2010

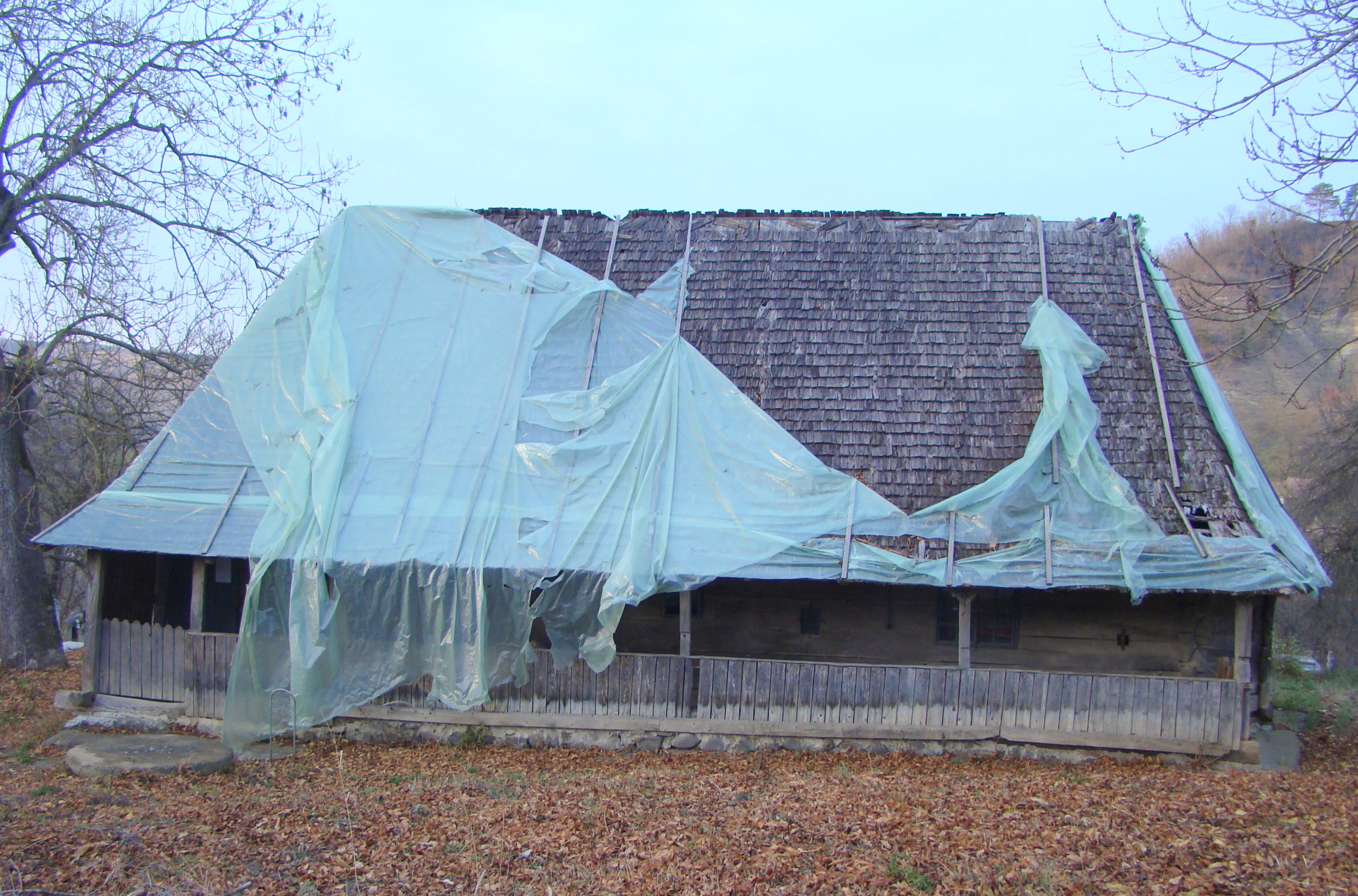
Biserica de lemn din Petea. Foto: noiembrie 2017

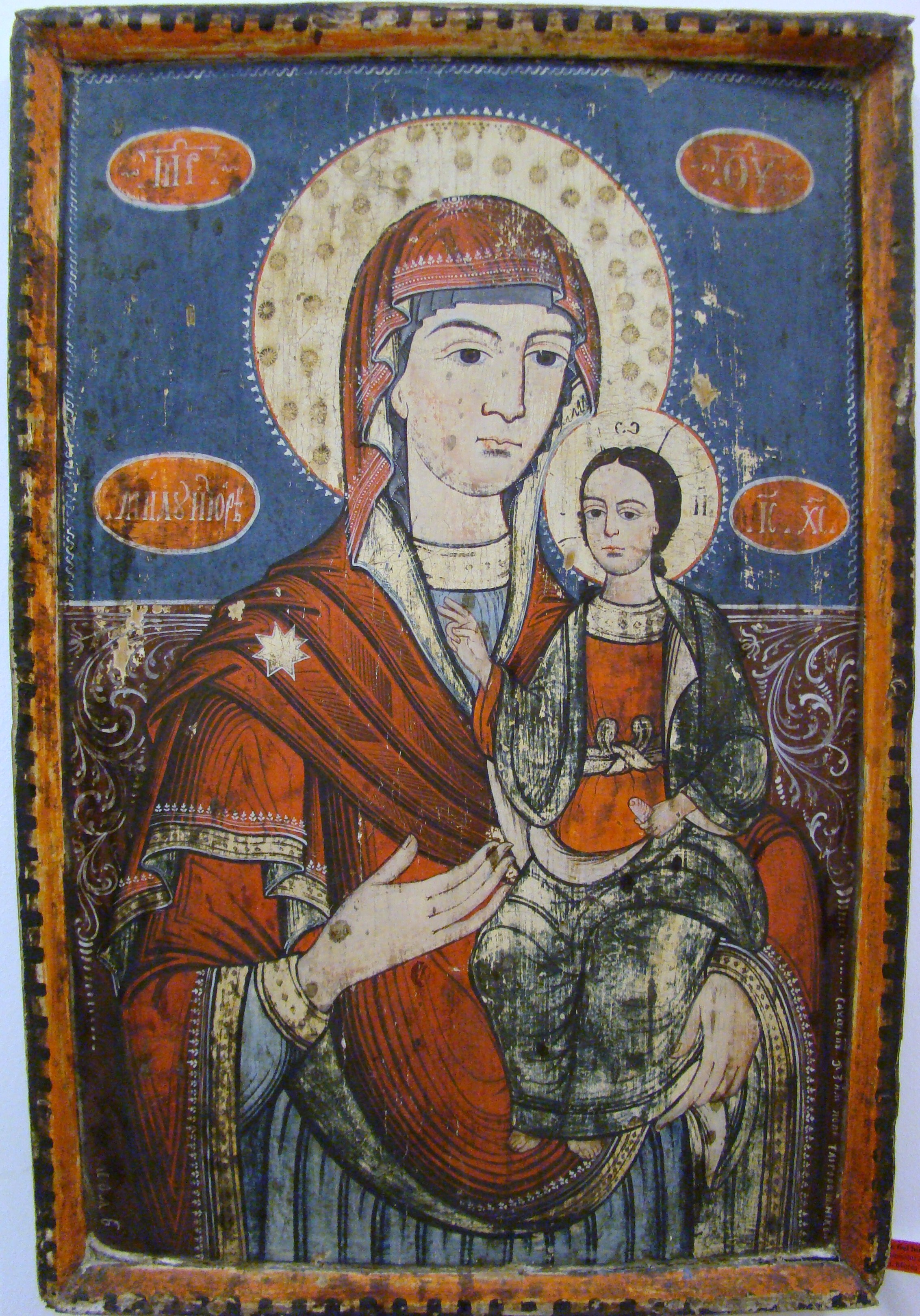
Maica Domnului cu Pruncul (pictor: Gheorghe, fiul lui Iacov, 1773)

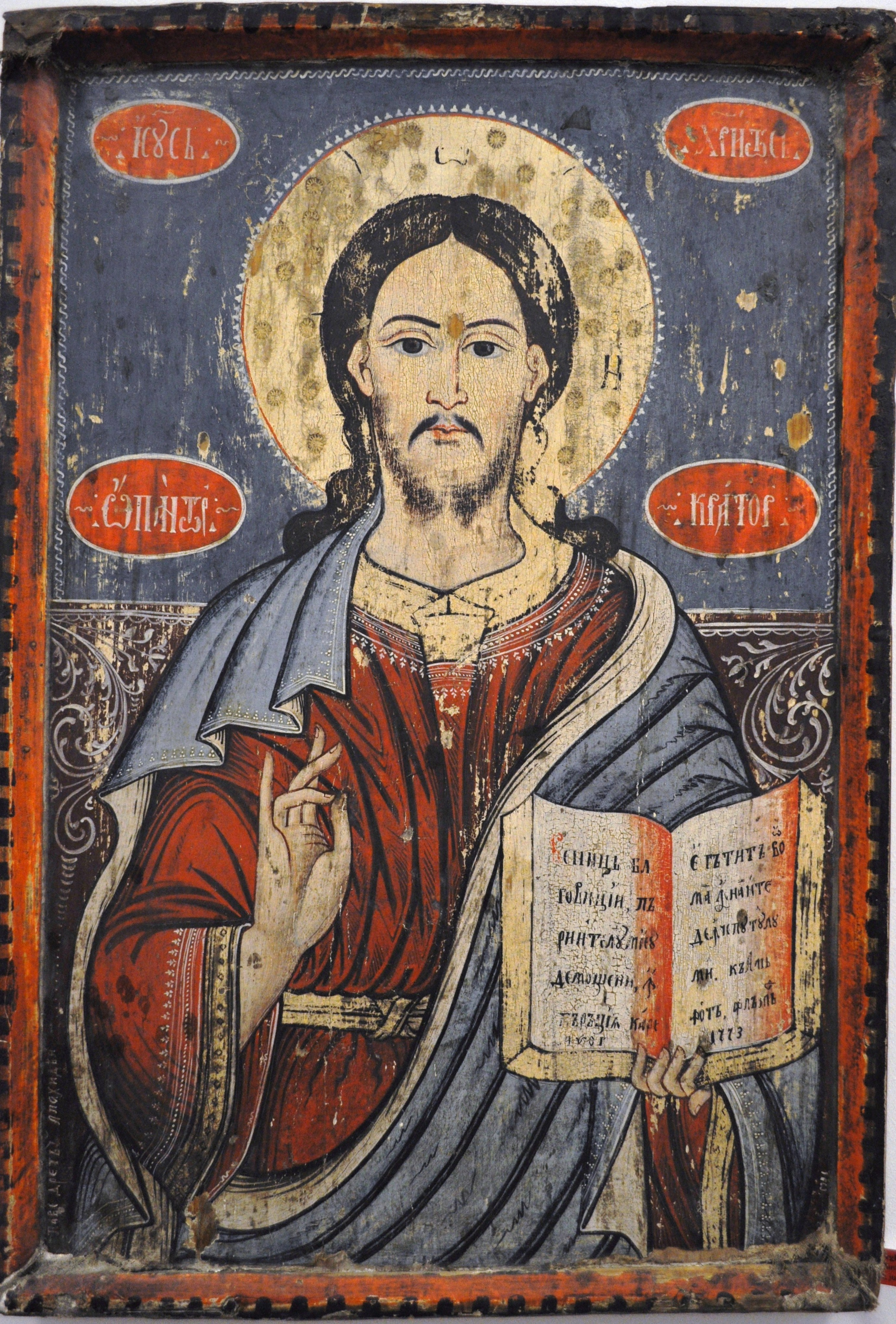
Deisis (pictor: Gheorghe, fiul lui Iacov, 1773)

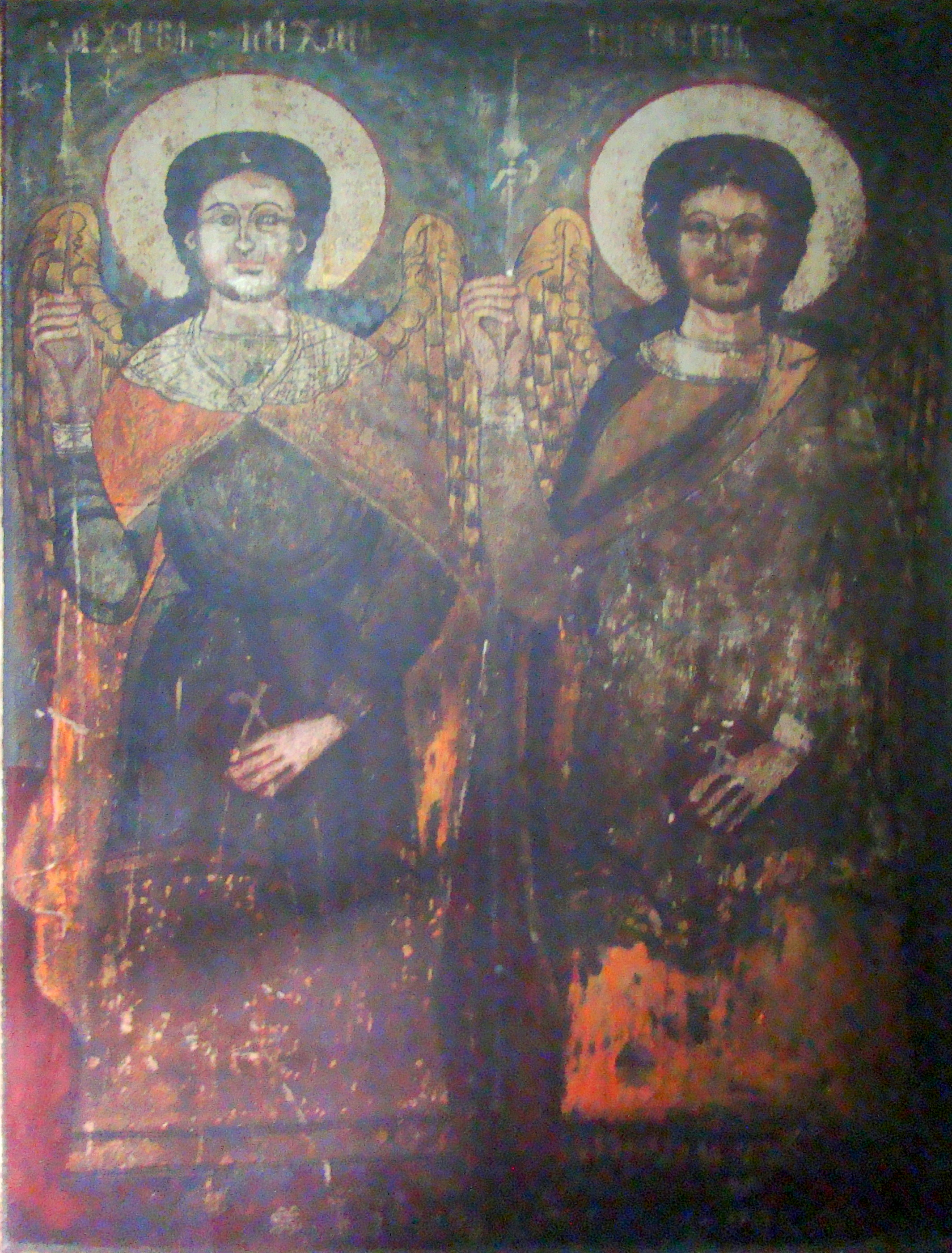
Sfinții Arhangheli Mihail și Gavriil (pictor: Toader zugrav, 1747)

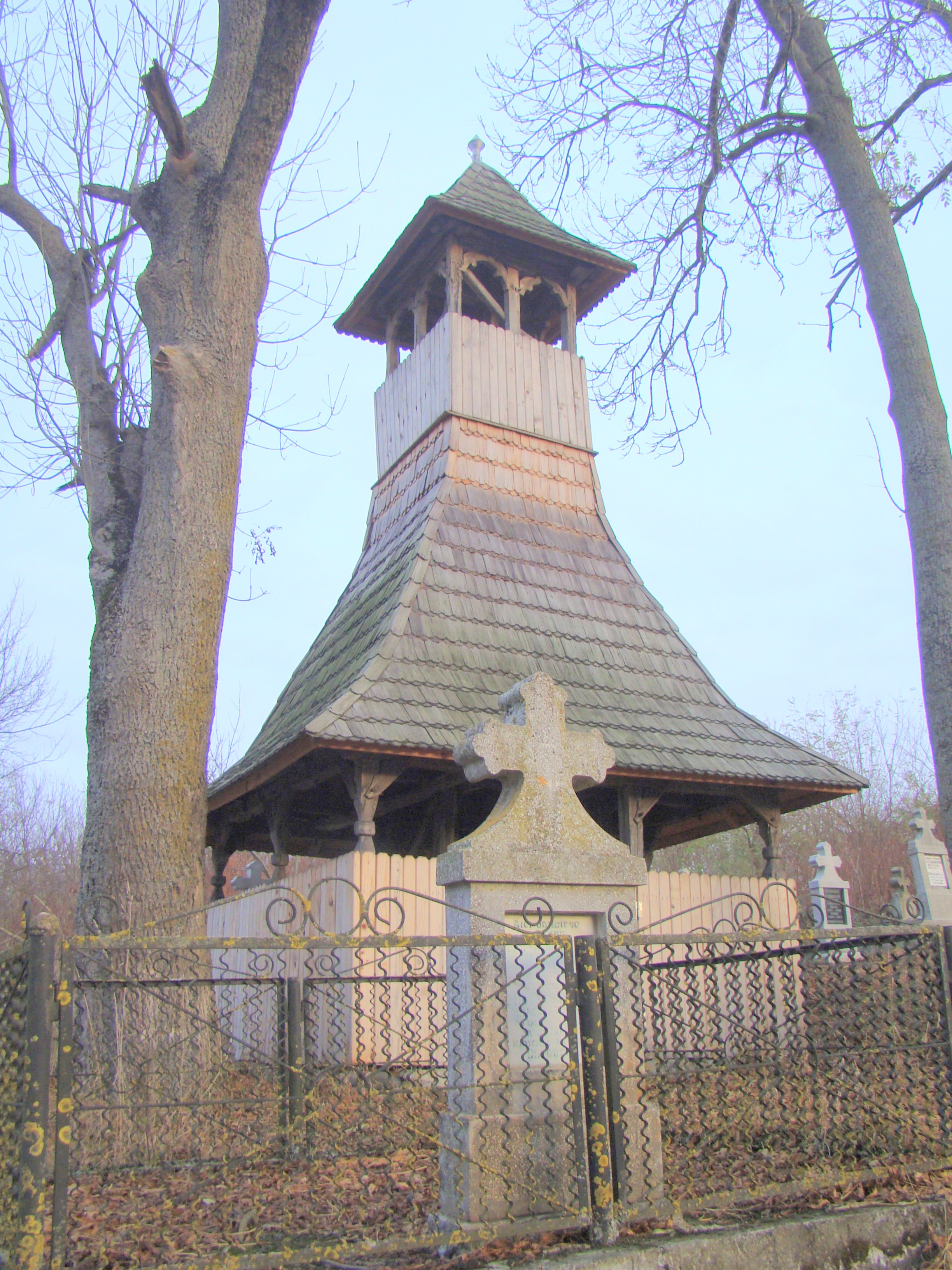
Clopotnița detașată, construită în 1761, de meșterii maghiari Kovacs (Ianoș, Ioseph și Ferenz)

Biserica de lemn din Petea, din localitatea omonimă, comuna Band, județul Mureș a fost construită în anul 1741. Biserica se află pe noua listă a monumentelor istorice înregistrată sub codul  MS-II-a-A-15750 și are hramul „Sfinții Apostoli".

## Istoric și trăsături
Biserică de lemn din Petea este, peste veacuri, solul pădurilor ce îmbrăcau, odinioară, dealurile Mureșului. Așezată pe unul dintre dealurile satului, la adăpostul unei perdele de pomi fructiferi, întreținută printr-un obicei al locului (de a se planta câte un pom, lângă proaspătul mormânt), biserica aduce prin actul edificării sale și mărturia ctitoriei străbune. Inscripția de pe ancadramentul intrării, de pe latura de sud (la care s-a renunțat ulterior), decorat cu rozete, dinte de lup, triunghiuri, semicercuri, romburi, cerea: „să se știe că după ce s-o ars biserica,cu ajutorul lui Dumnezeu s-au început a se rădica această sfântă biserică, în luna lui mai 21 de zile, în ziua marelui Constantin împăratul și cu maică sa Elena, anul Domnului 1741”. 
Bârnele de stejar, îmbinate în coadă de rândunică, au capetele cioplite, în prelungire, amintind prin forma și plastica lor îmbinările pereților de la biserica din Zolt (Banat) sau de la aceea din Păniceni (Cluj), dar și pe ale caselor și șurilor bătrâne din care, exemplare izolate, mai dăinuie în Munții Apuseni.
Tipul de plan, în care se înscrie edificiul, este cel dreptunghiular, cu absida nedecroșată, poligonală cu trei laturi. Încăperile interioare sunt unite, în elevație, printr-o boltă unică, semicilindrică, cu timpan pe vest și fâșii curbe spre est, nealterată cu prilejul alungirii pereților, mutându-se doar capătul originar spre vest și intercalându-se o porțiune de boltă.
În șirul adăugirilor intră și prispa, de pe latura de sud, cu stâlpi sculptați. Acoperișul, cu pante mari, pe conturul pereților, are învelitoare de șiță. Clopotnița detașată, pe două nivele (parter deschis și foișor cu arcade), a fost construită în 1761 de meșterii maghiari Kovacs (Ianoș, Ioseph și Ferenz) după modelul celei folosite până atunci.
Din podoabele cu care a fost înzestrată, biserica păstrează friza icoanelor prăznicare, dverele împărătești (cu Blagoveștenia și Evangheliștii), ca și icoanele împărătești, toate datorate lui Toader zugrav care semnează, în 1747, pe icoana Arhanghelilor Mihail și Gavril. Pe spatele icoanei Deisis, faimosul zugrav a notat „să se știe că aceste icoane, Hs. și Precista,le-au plătit Palaghie Onea, Horghoș Lică, Buhuț Ion, Giurca Vasile, 1746 februarie 8 zile, la Horghos Ion în casă”.
Pictura murală, grav avariată (cu precădere aceea de pe pereții verticali și de pe latura de nord a bolții navei), aparține zugravilor din școala de la Feisa. Aceleași chenare de panglici, separă medalioanele centrale; suita de mucenici, în arcade; panourile, tivite cu benzi colorate, cu reprezentarea Evangheliștilor și momente din viața lui Iisus Hristos, din care se mai disting Cina cea de taină și Judecata. Sub planul de naștere al bolții sunt zugrăviți împărații bizantini Constantin și Elena, mucenici. Pe timpanul de est al navei apare Friza Apostolilor.

## Imagini din exterior

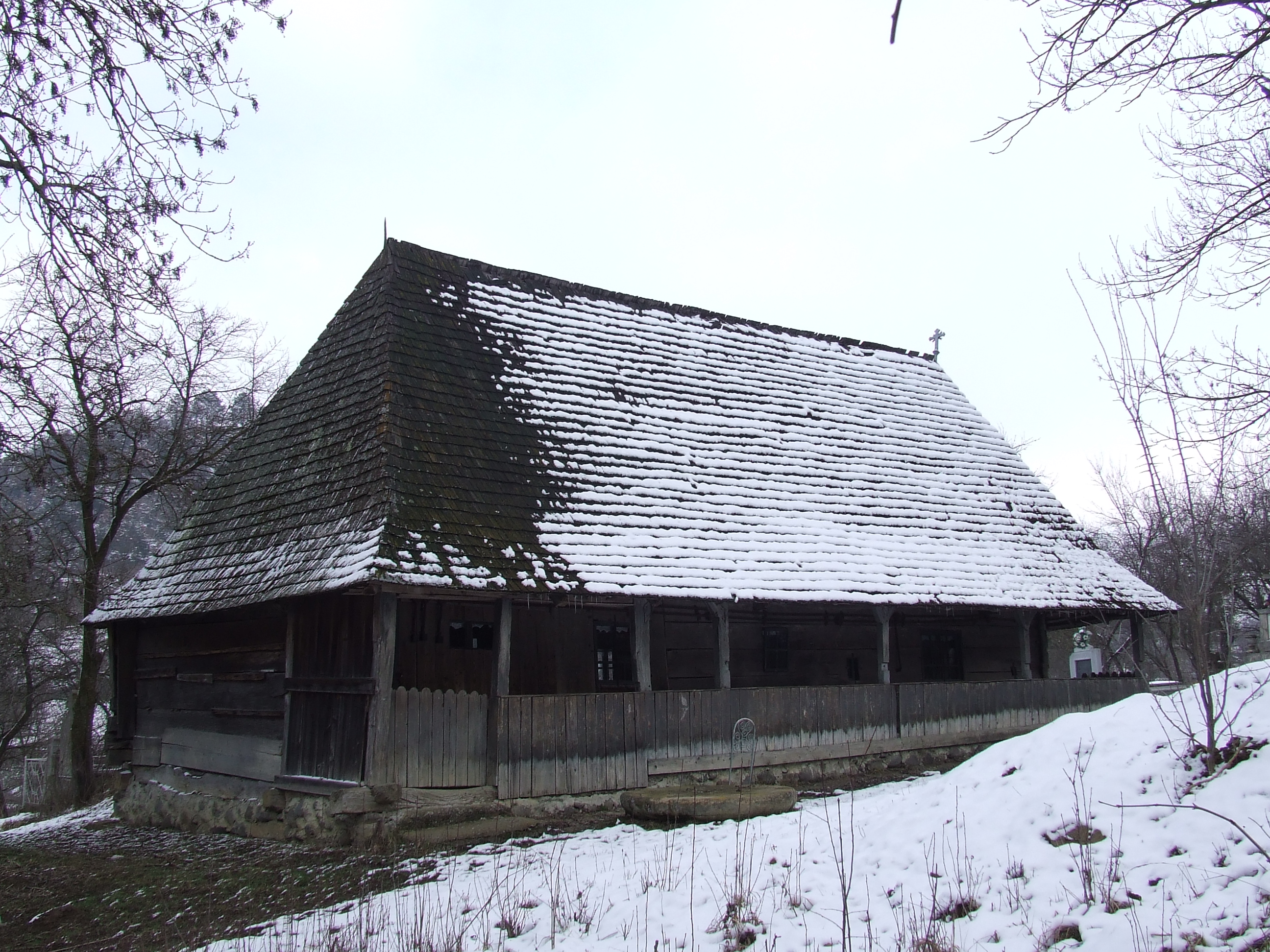
Biserica (sud-vest)
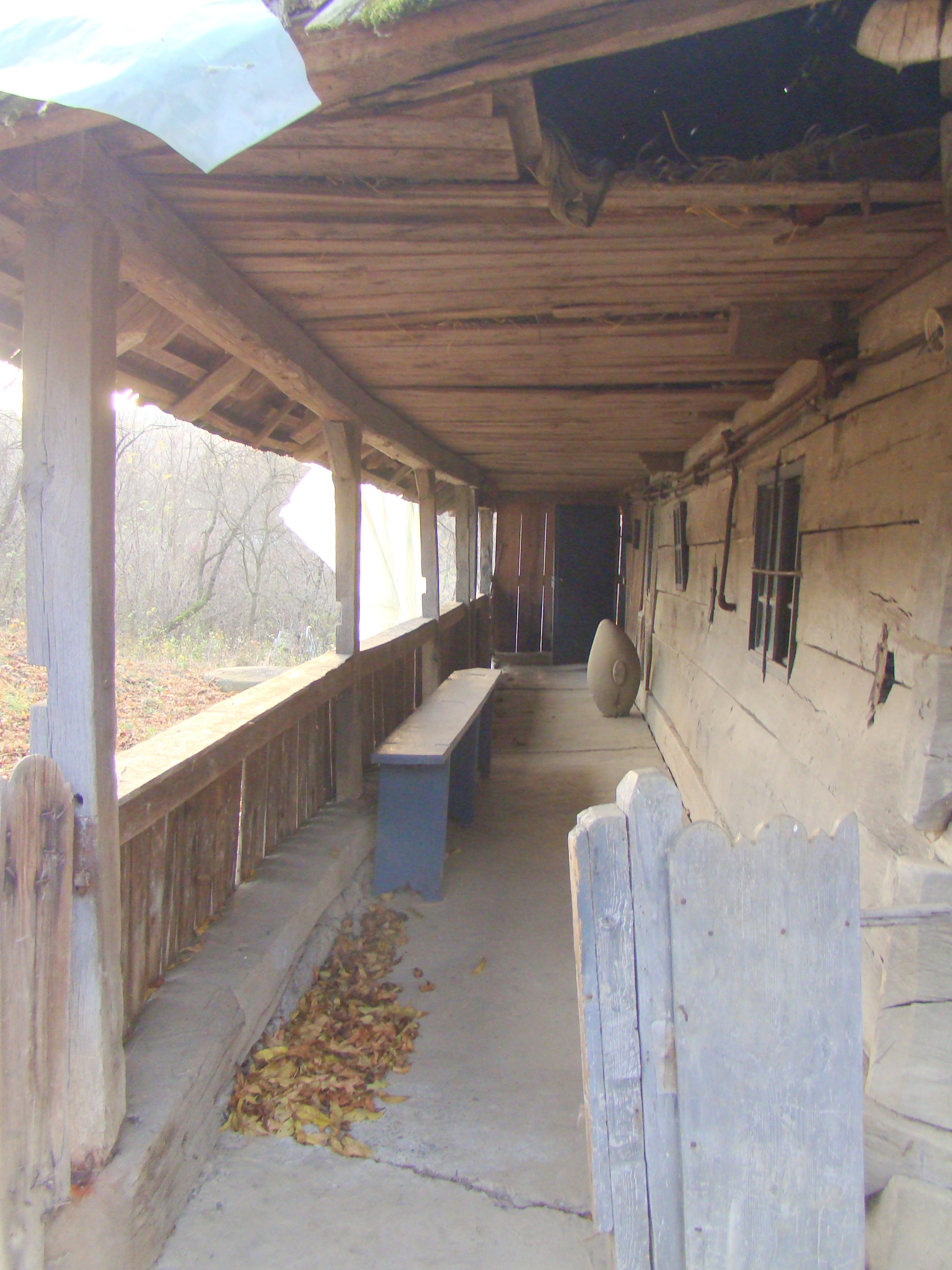
Prispa, de pe latura de sud, cu stâlpi sculptați
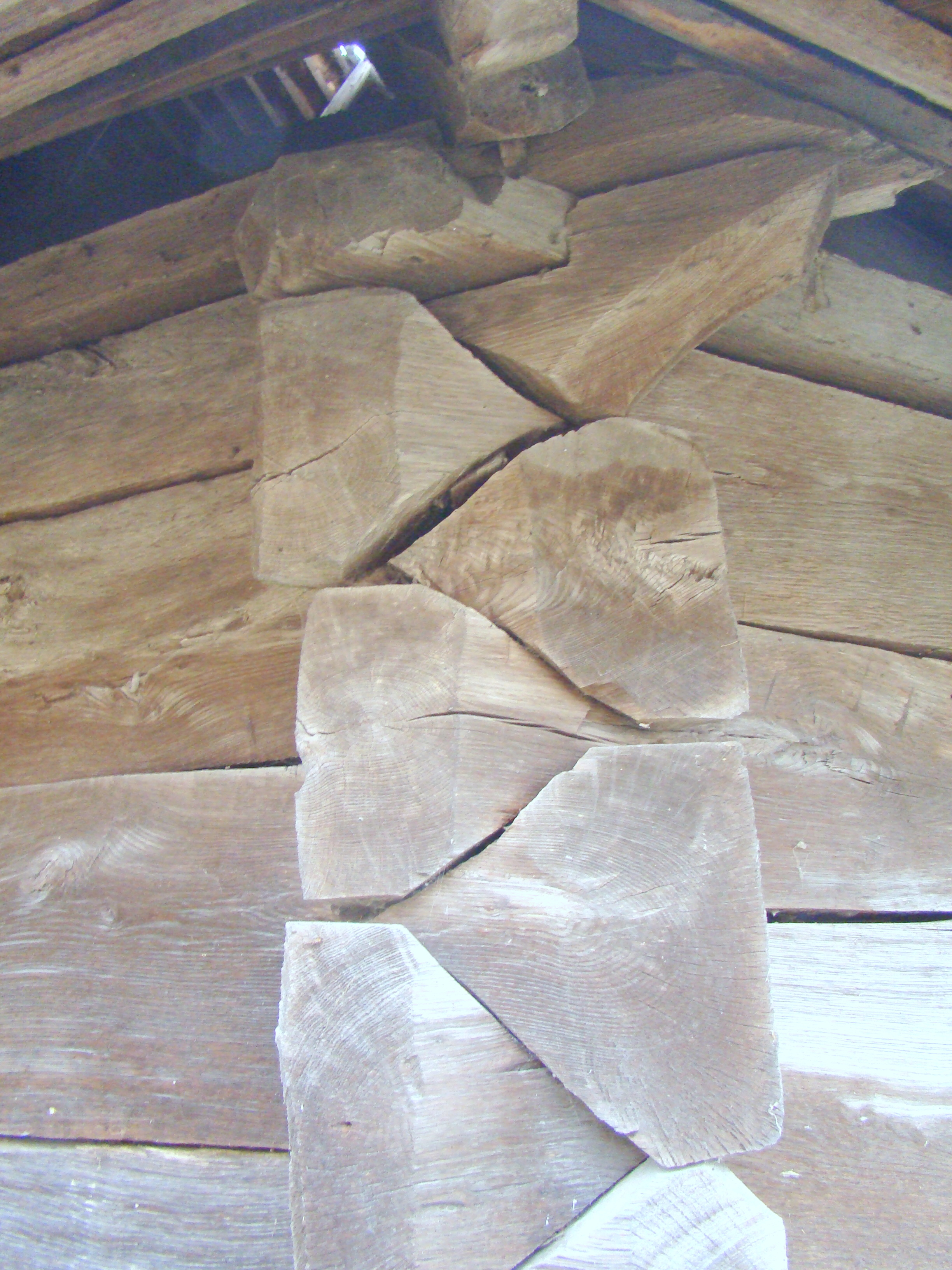
Îmbinări
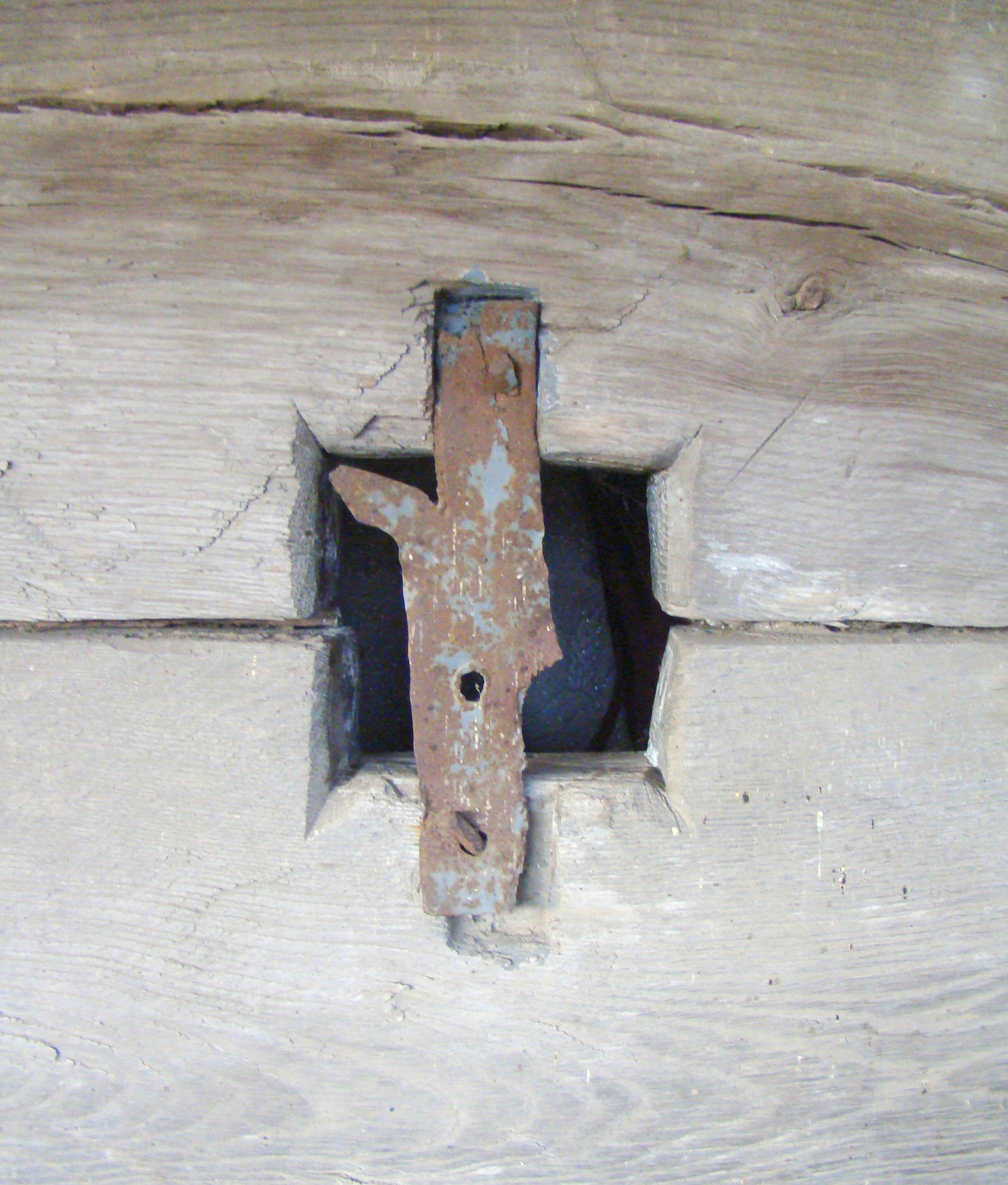
Aerisitor
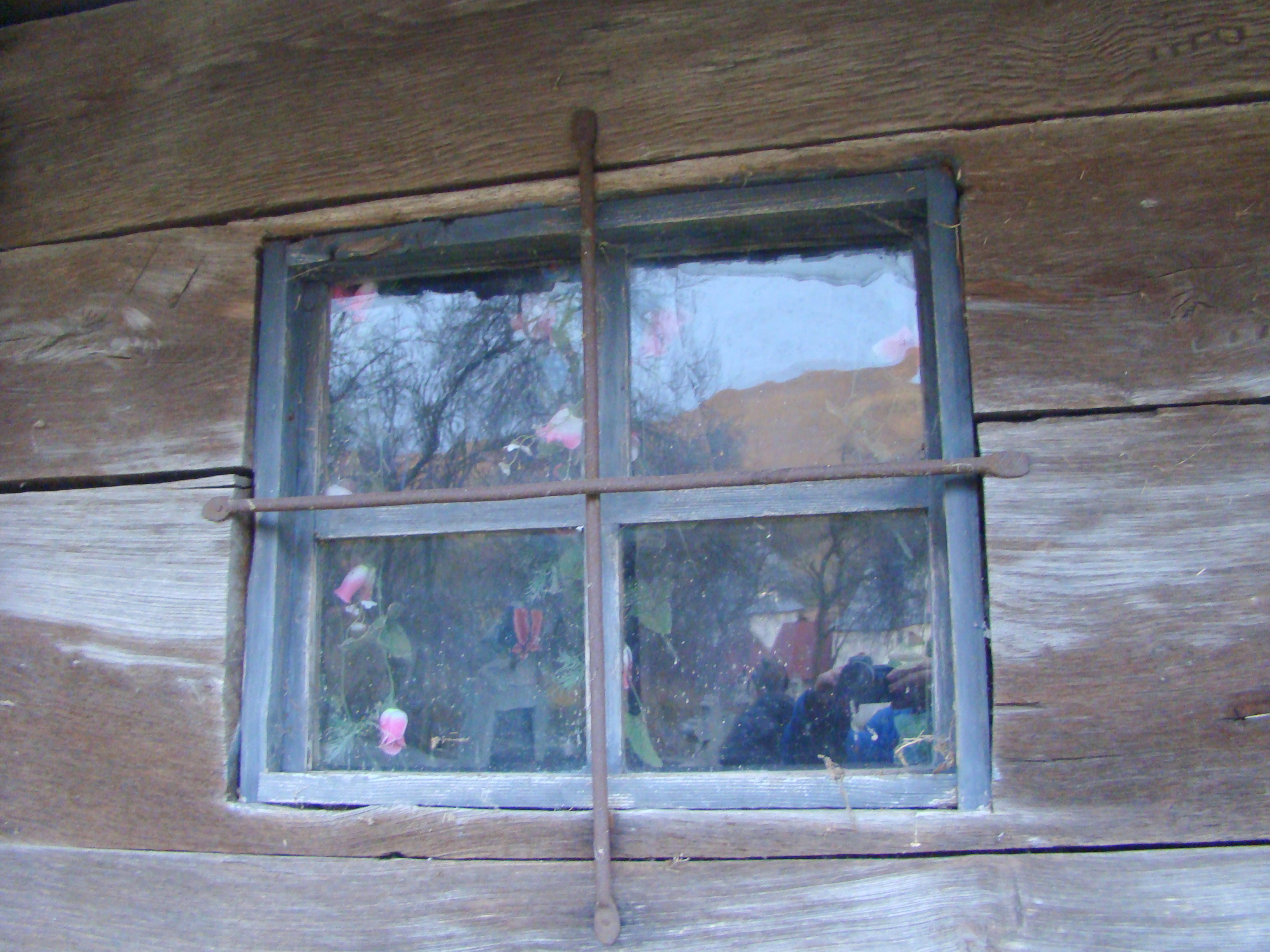
Fereastră
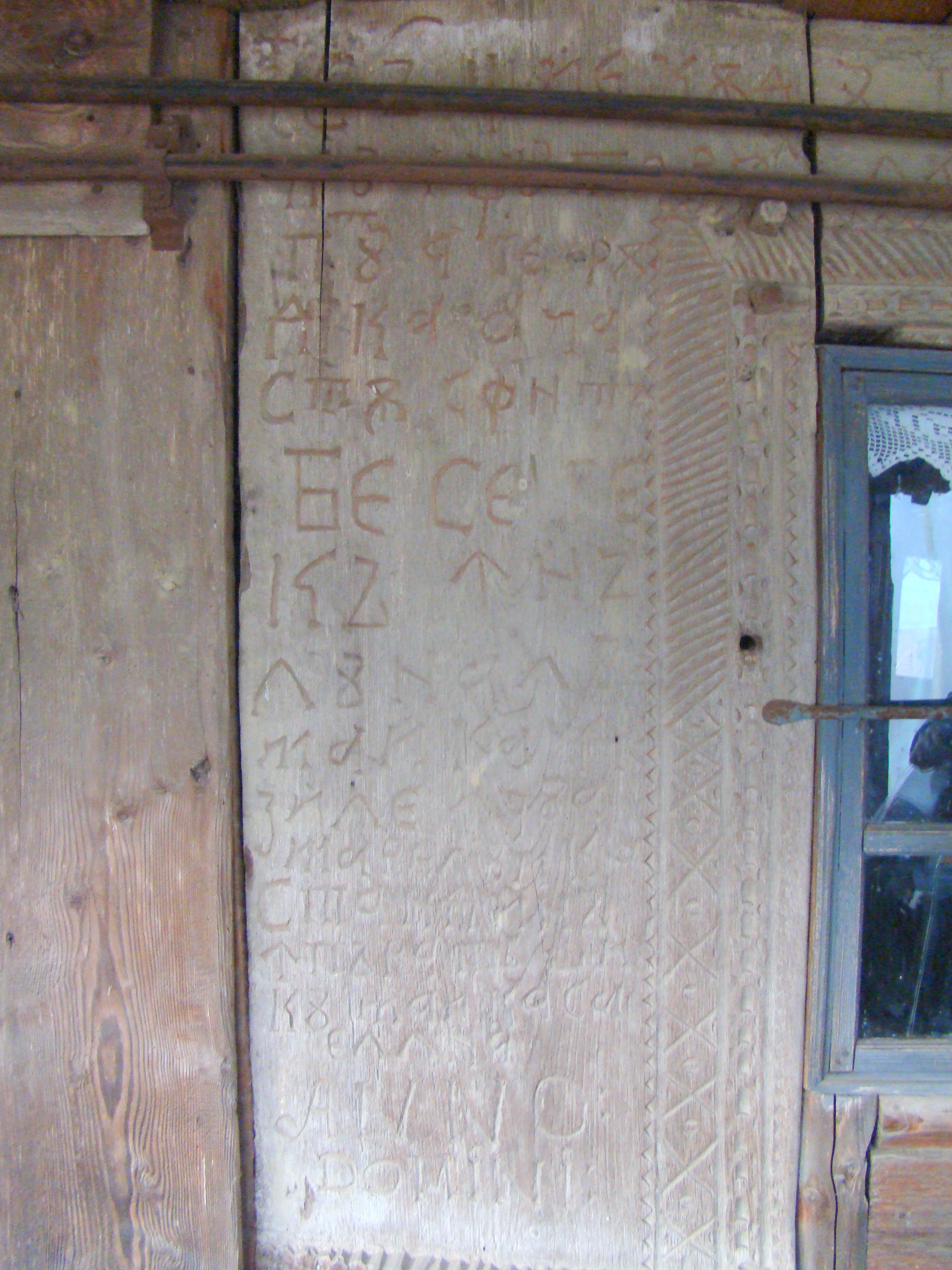
Inscripția de pe ancadramentul fostei intrări, de pe latura de sud
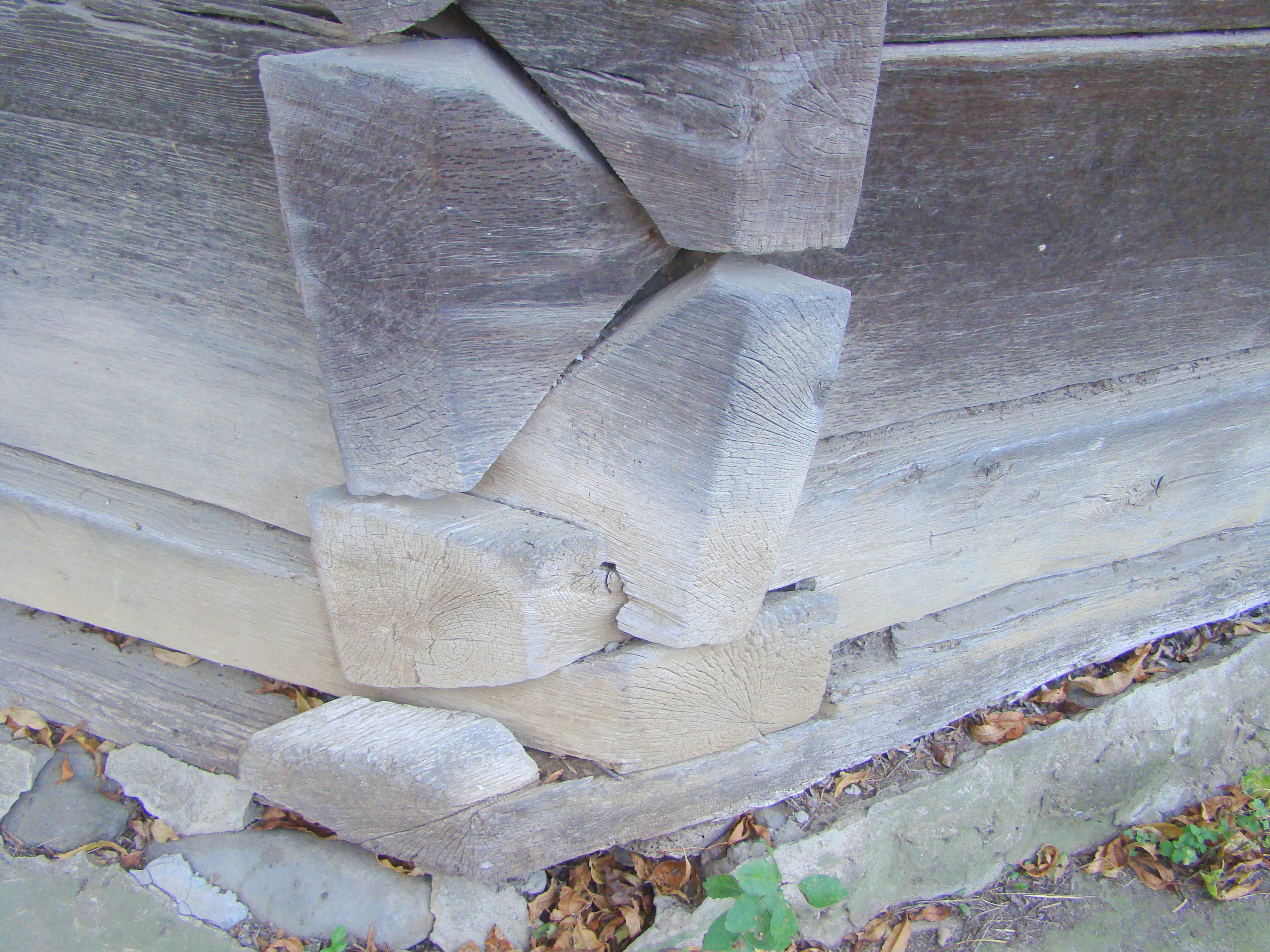
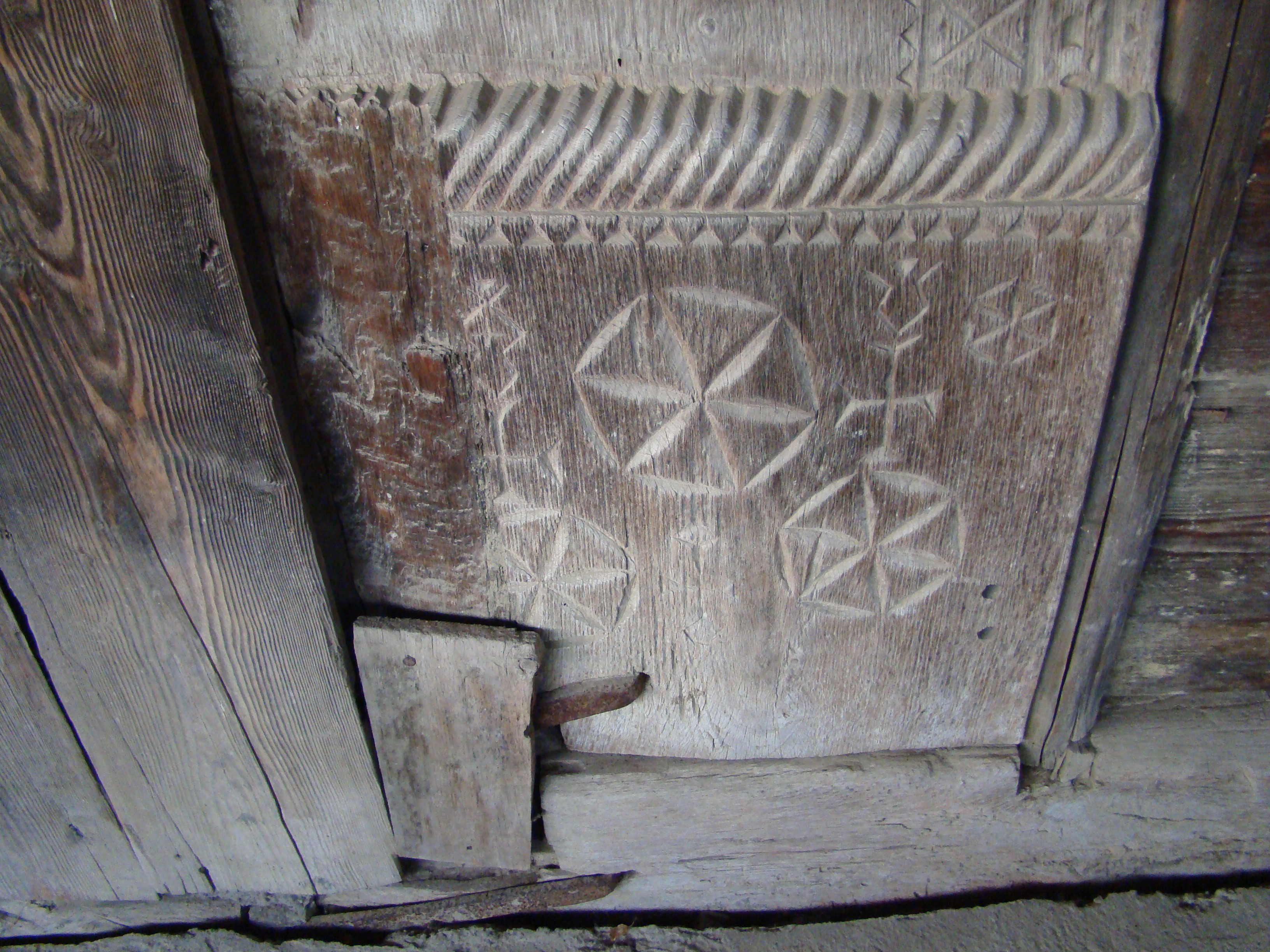
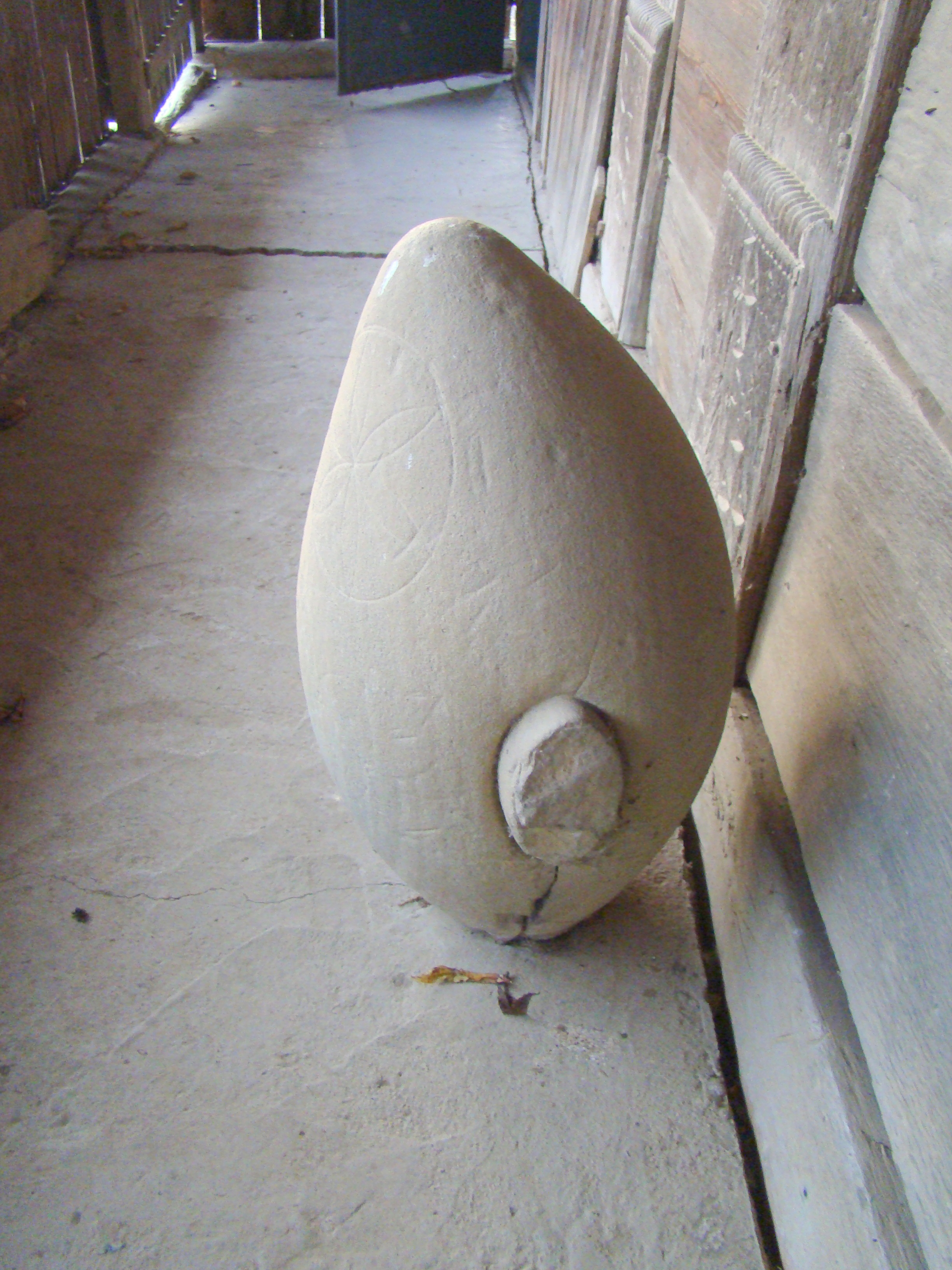
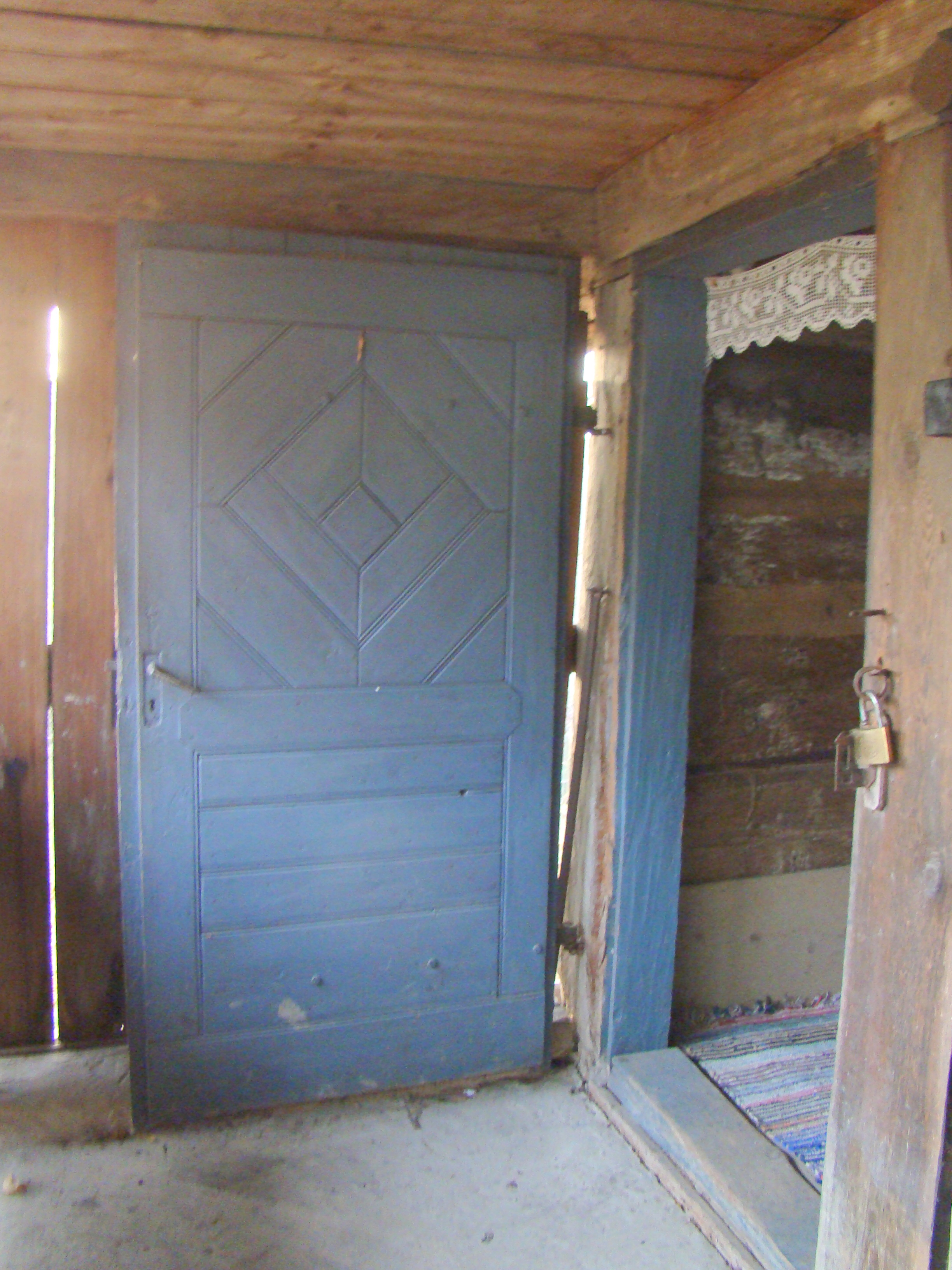
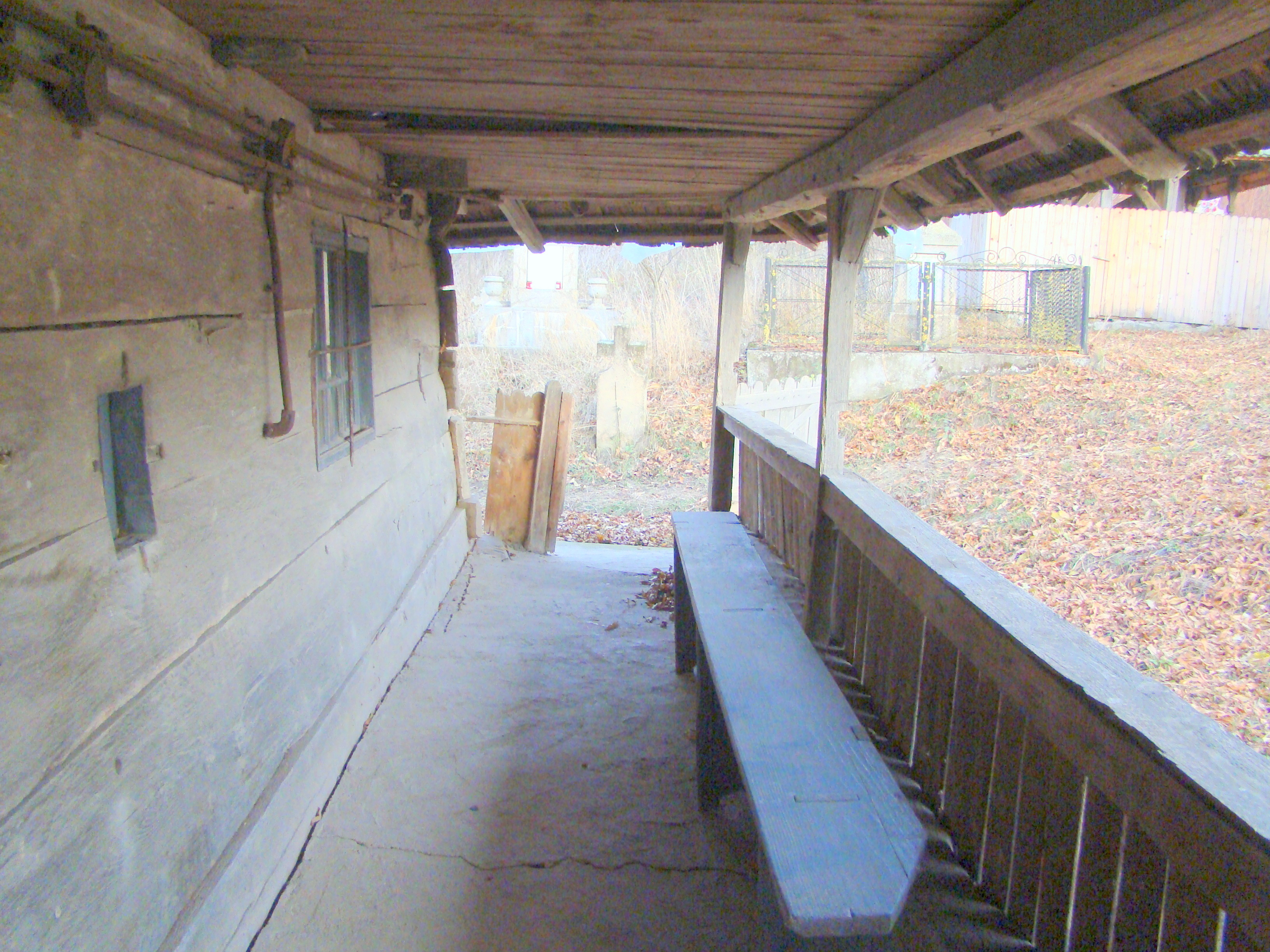
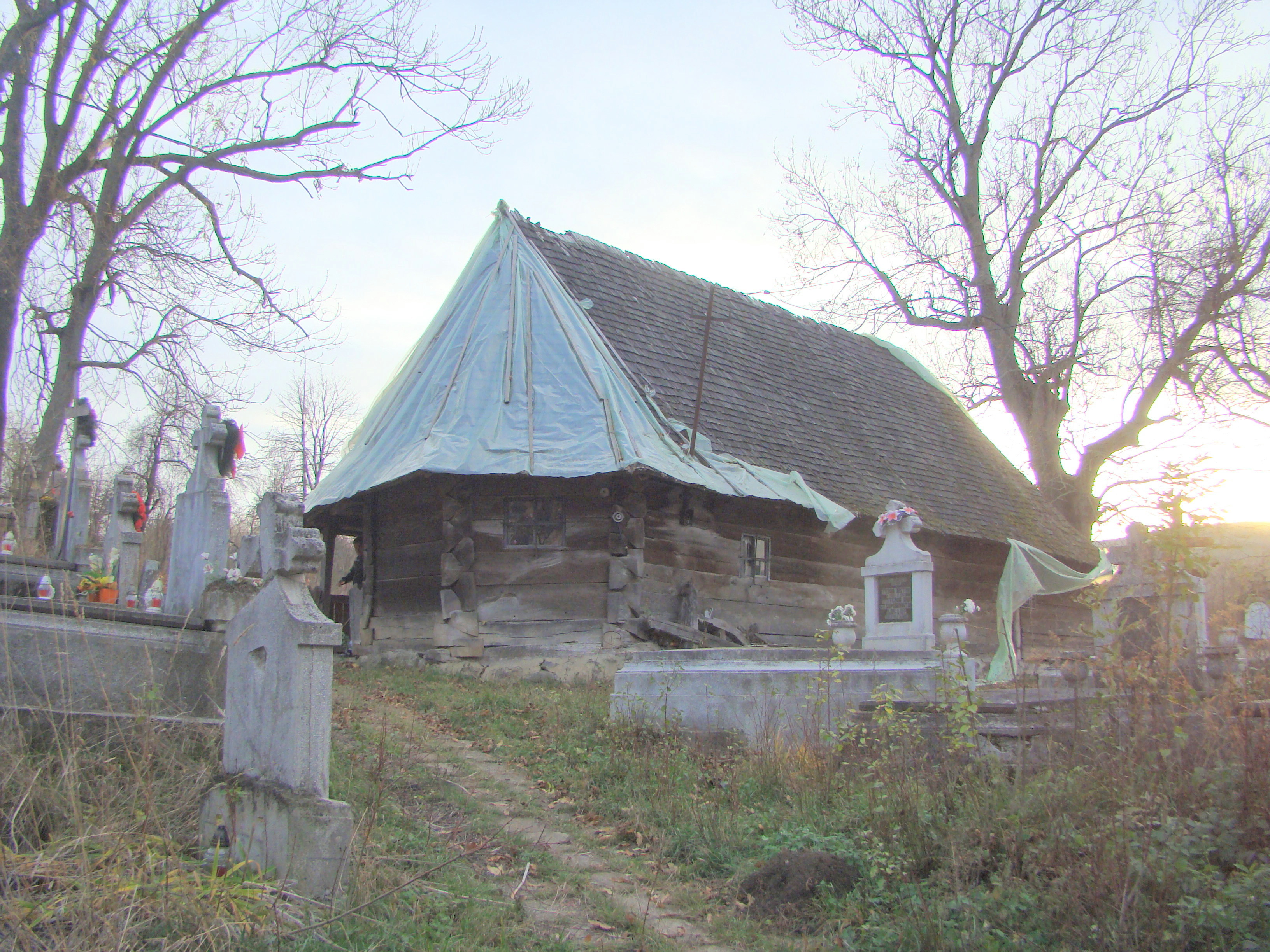

## Imagini din interior

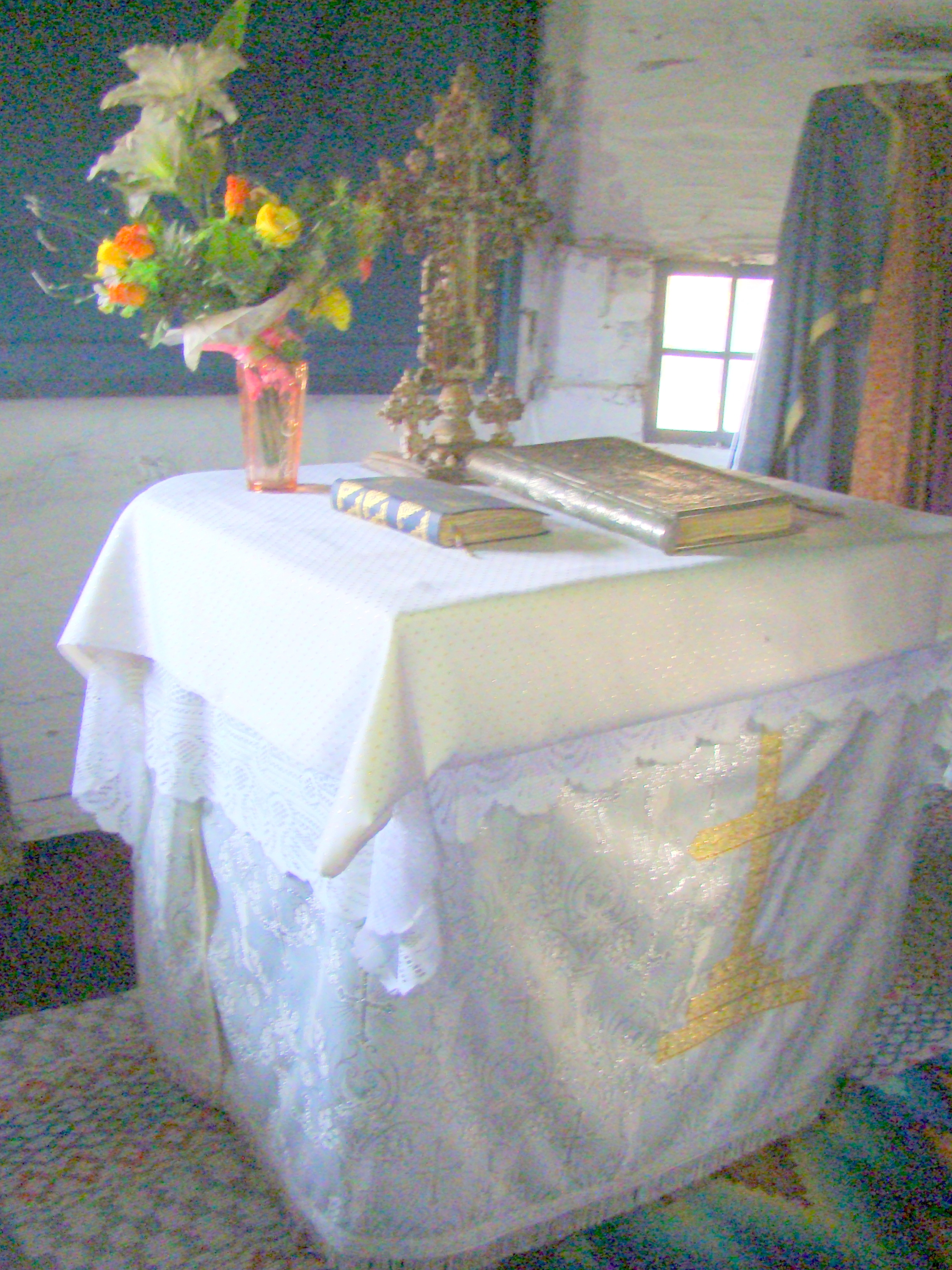
Masa altarului
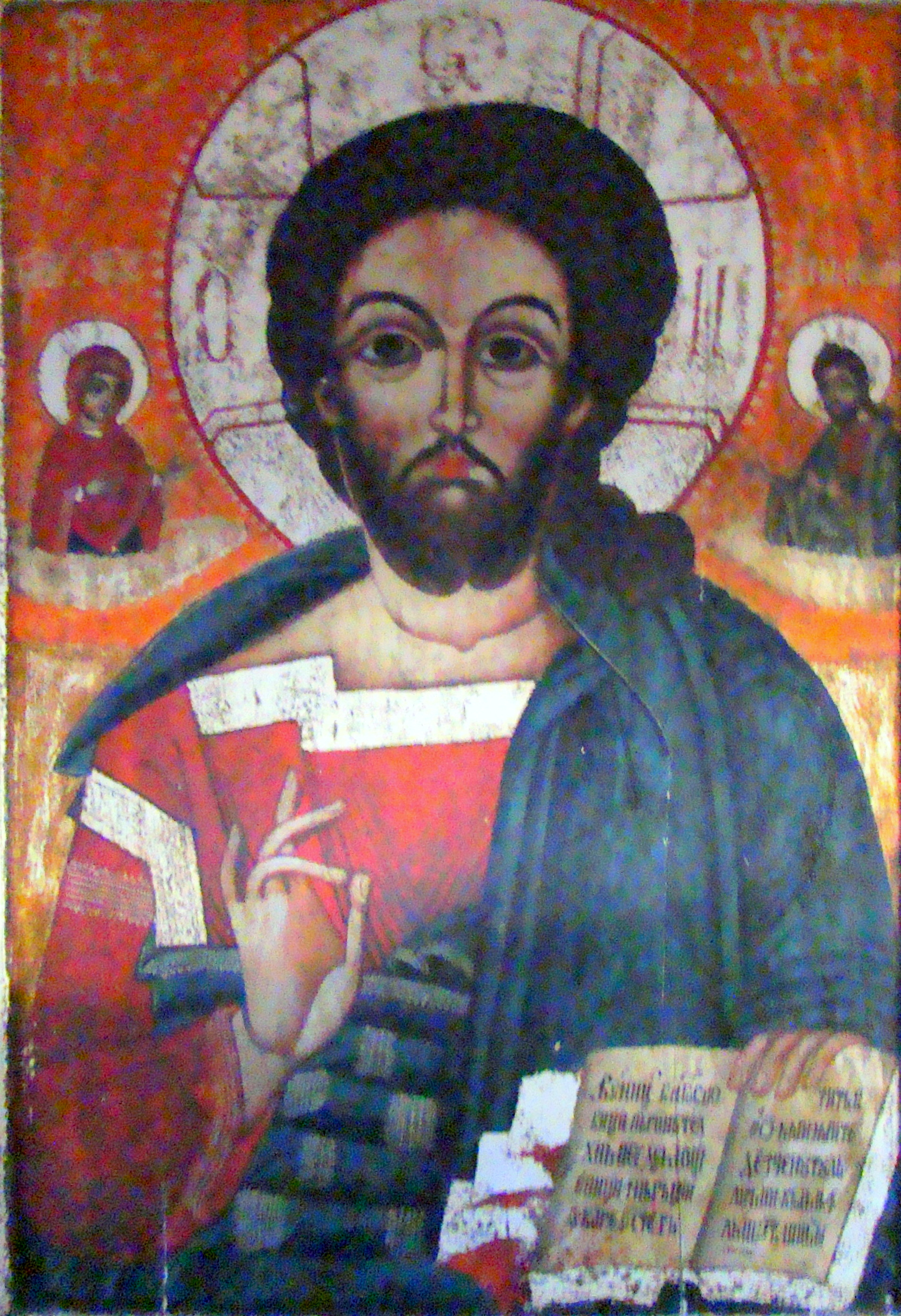
Deisis (Toader zugrav, 1747)
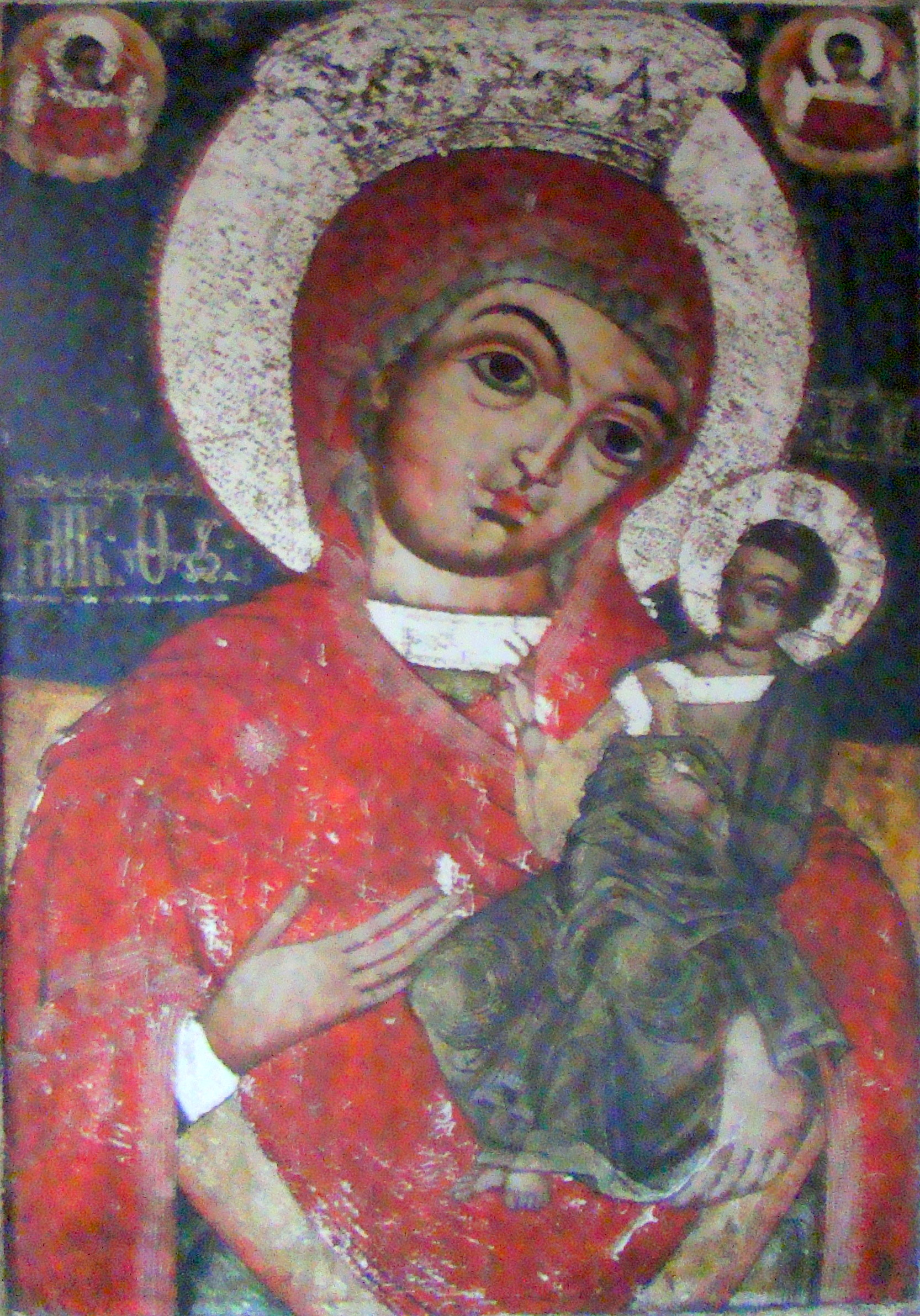
Maica Domnului cu Pruncul (Toader zugrav, 1747)
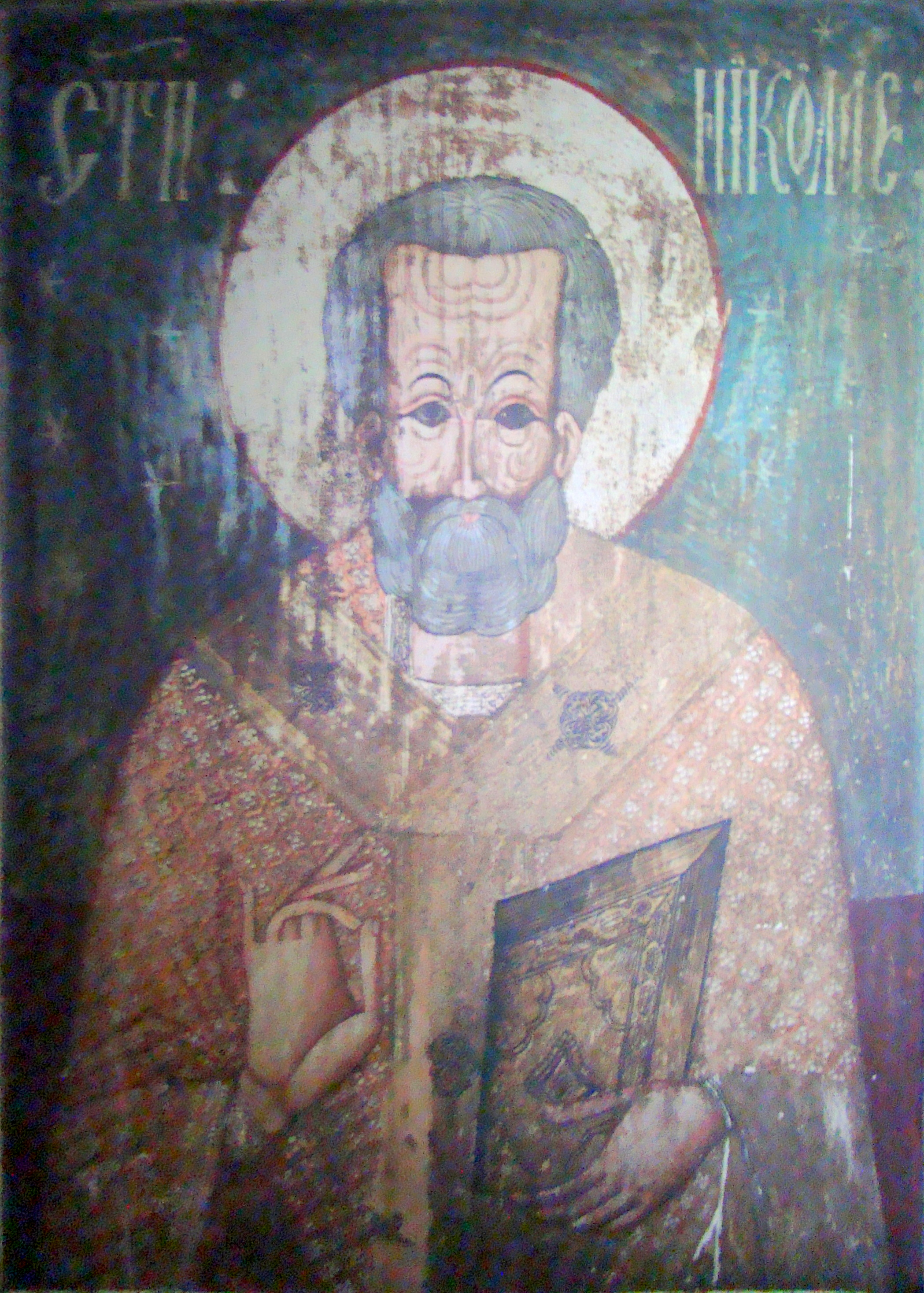
Sfântul Ierarh Nicolae (Toader zugrav, 1747)
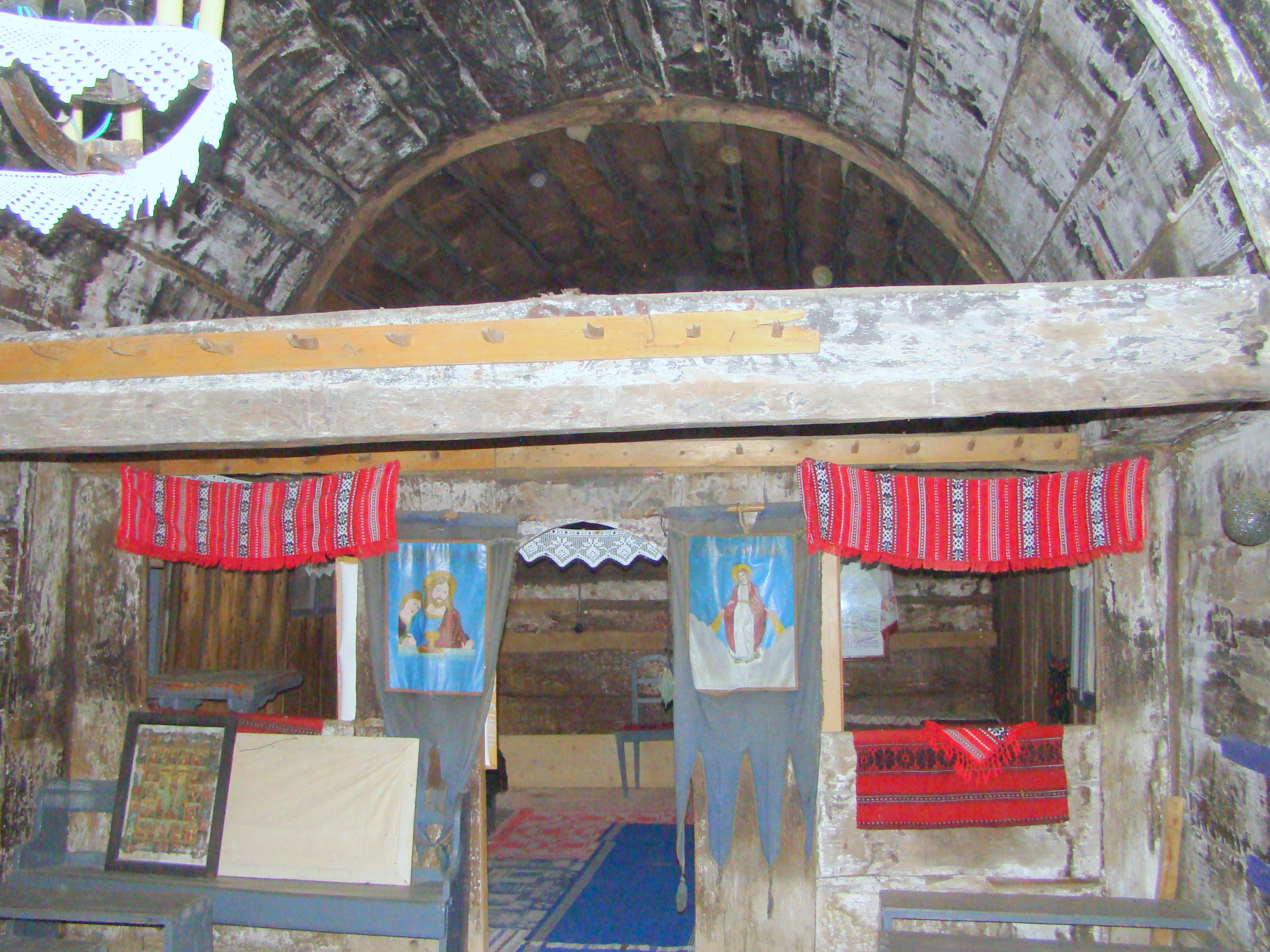
Nava spre ieşire
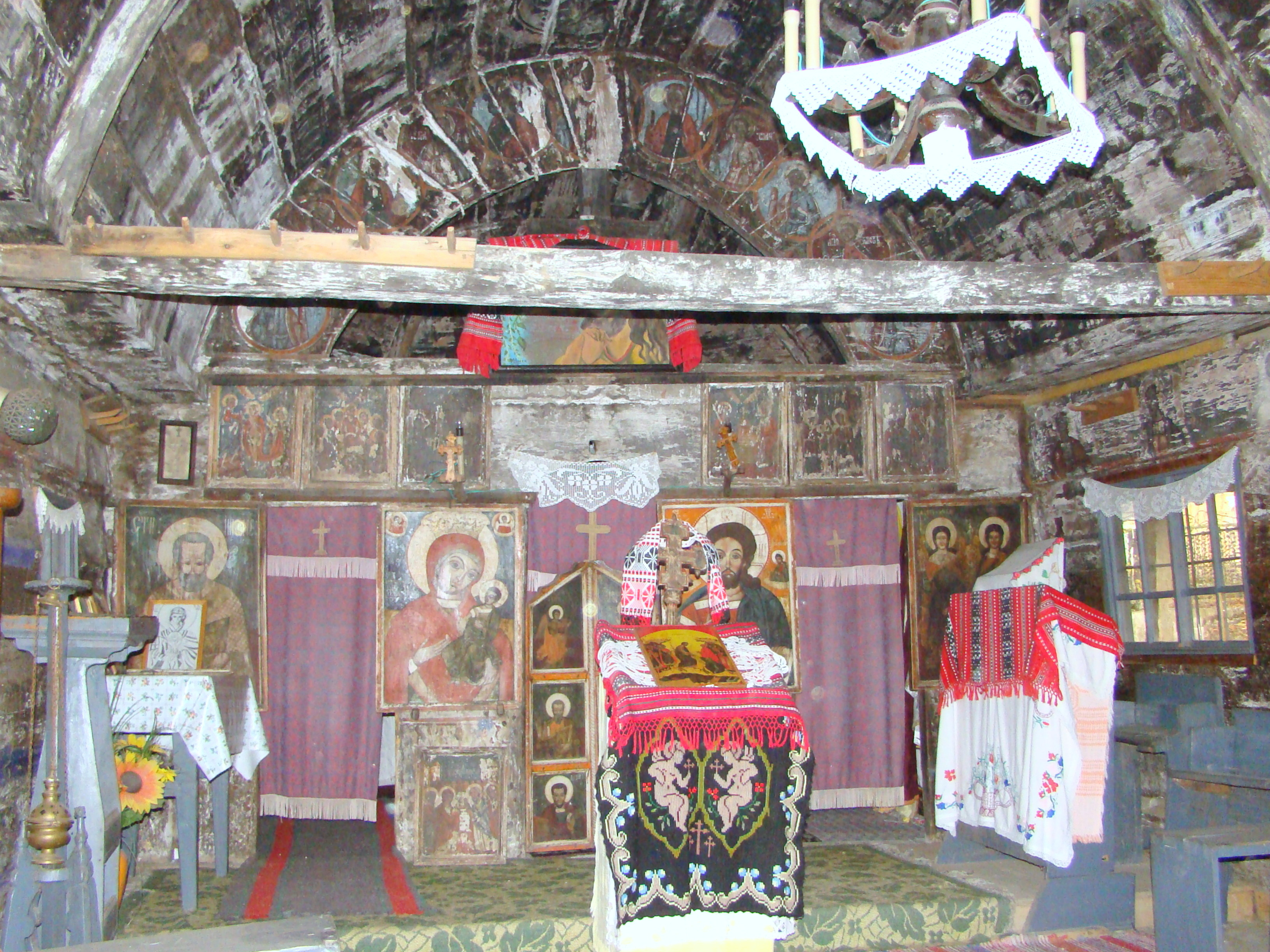
Nava spre iconostas
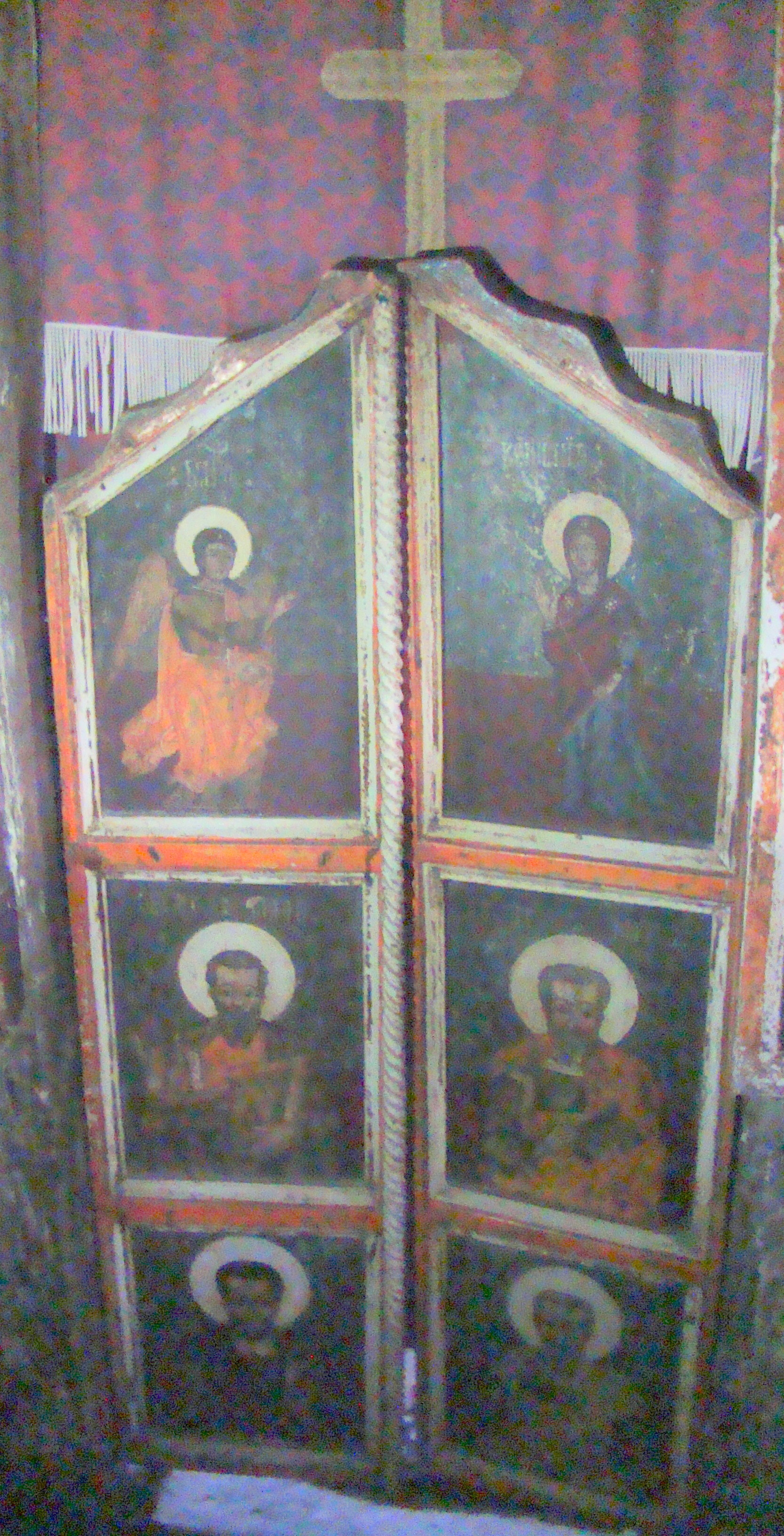
Uşile împărăteşti, cu Blagoveștenia și Evangheliștii
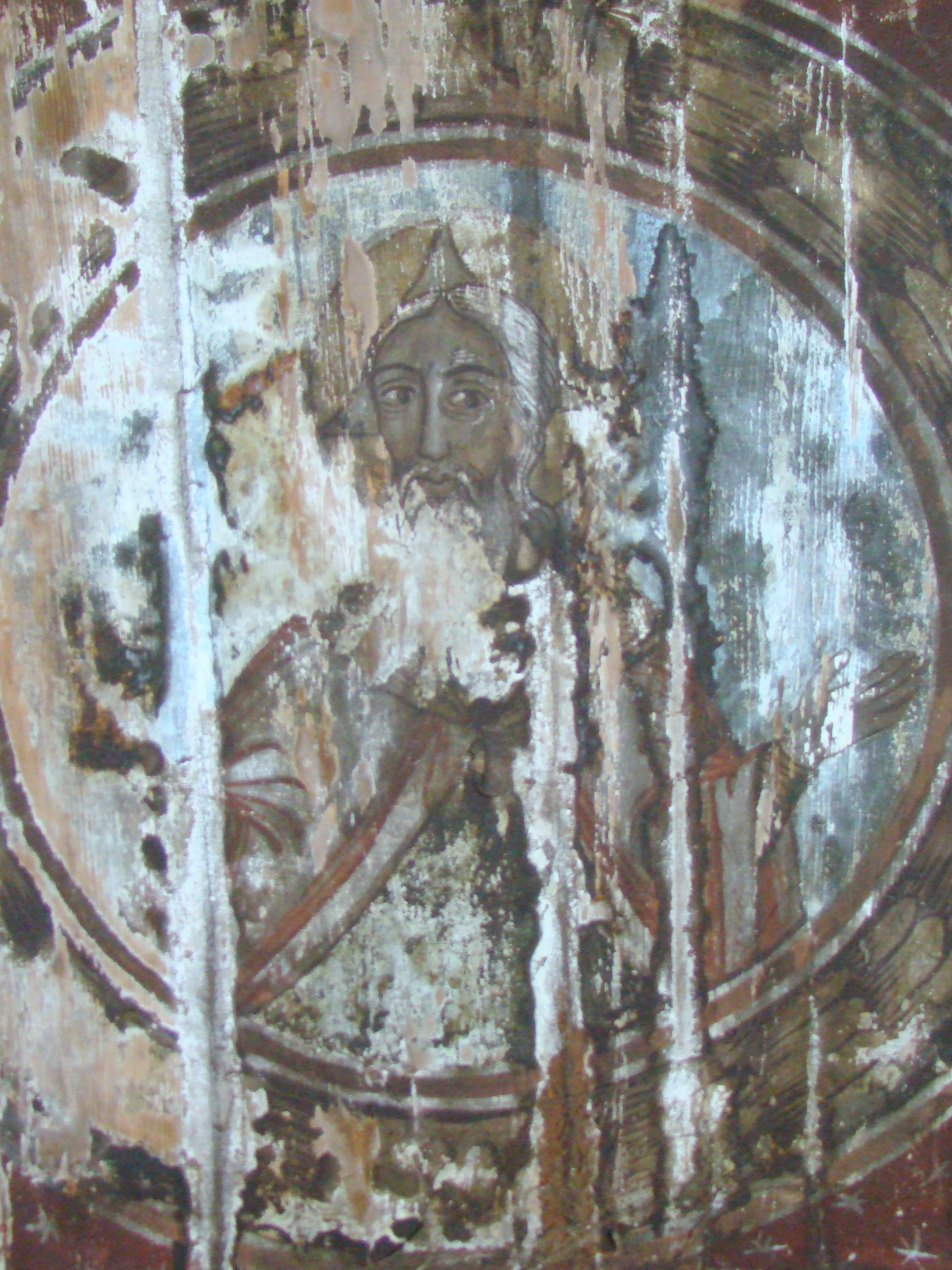
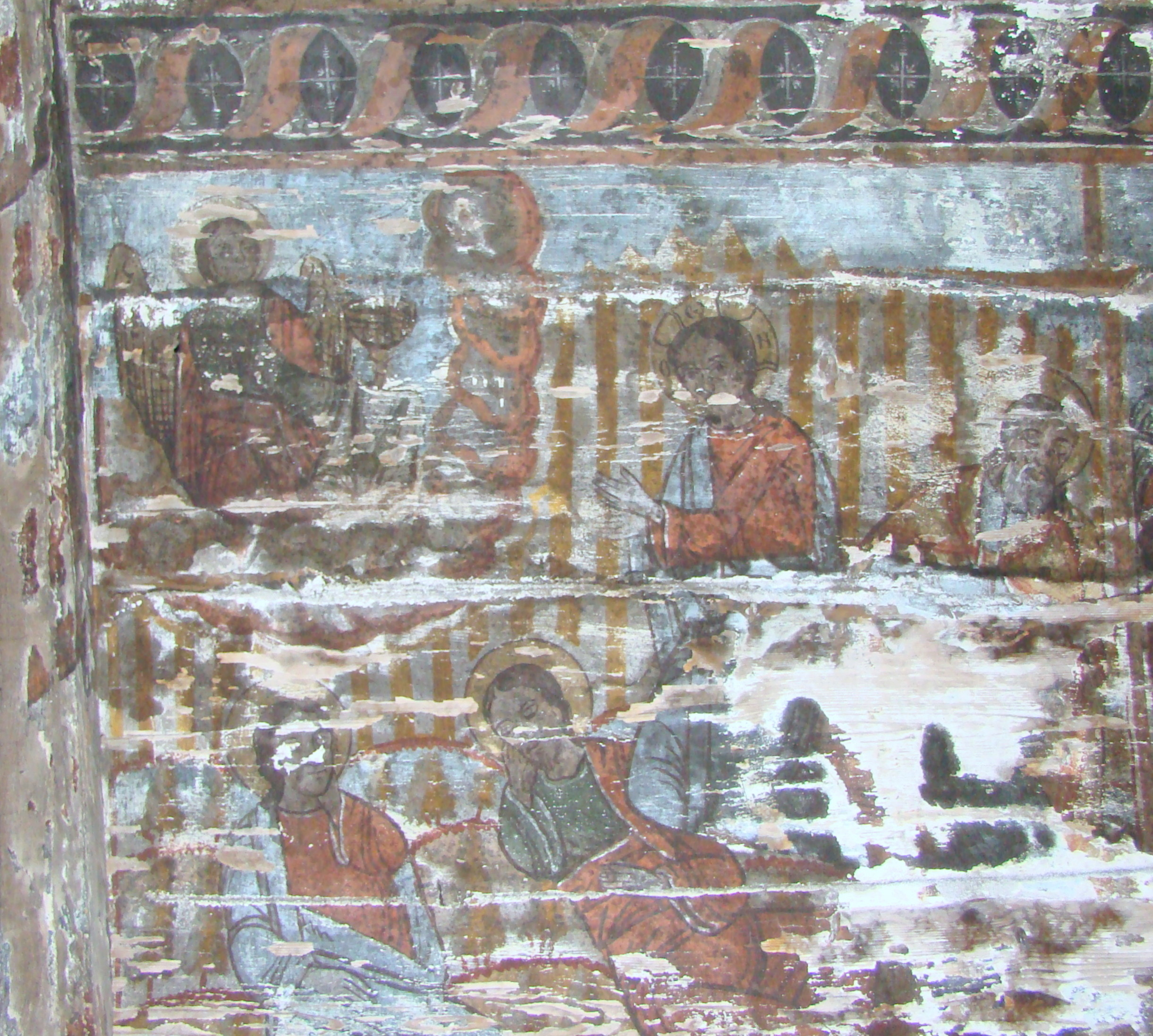
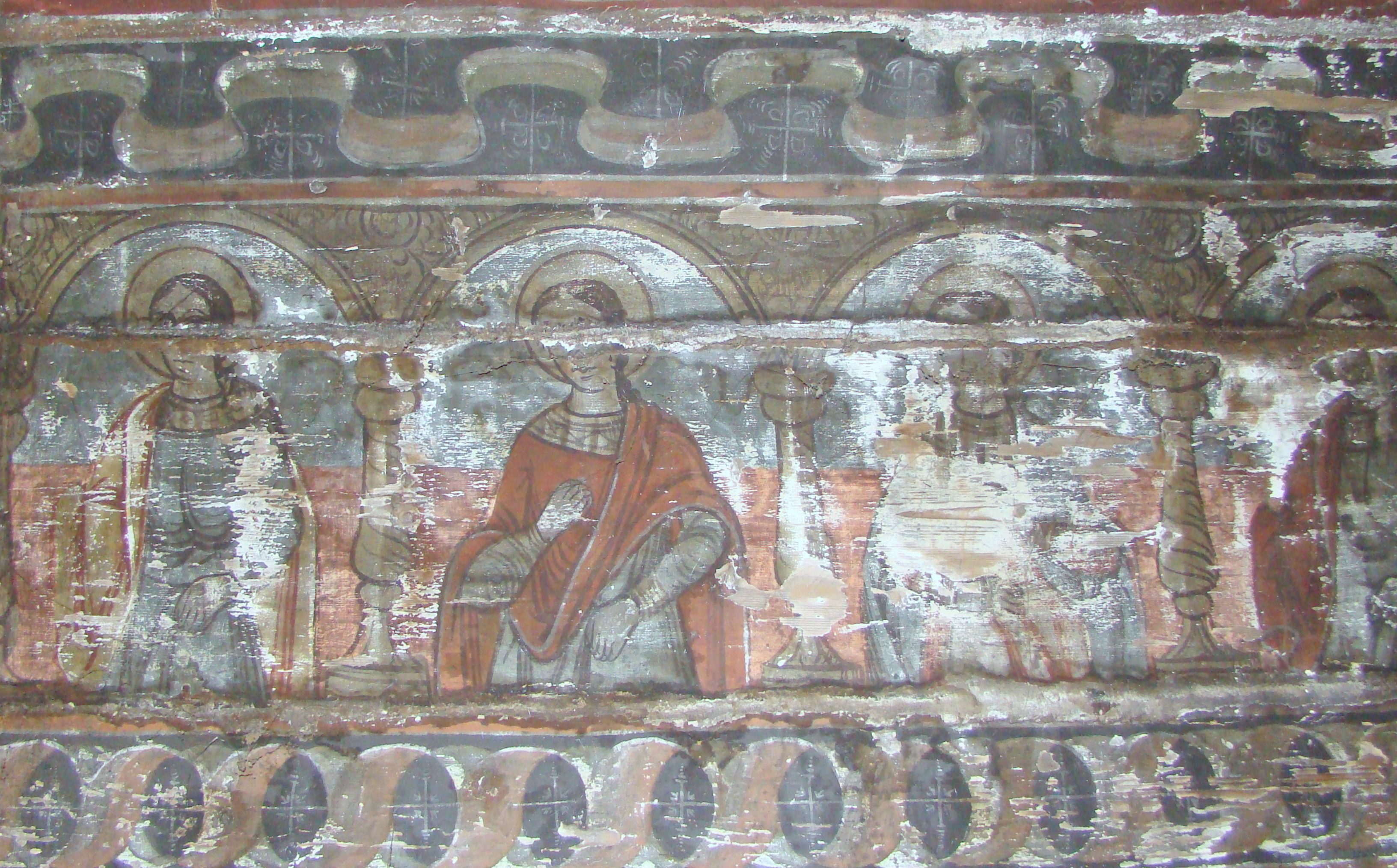